# Нємцова Валентина Сергіївна
Валентина Сергіївна Нємцо́ва (нар. 10 лютого 1946, Пилтсамаа) — український мистецтвознавець і педагог; кандидат мистецтвознавства з 1983 року, доцент з 1988 року; член Творчої спілки істориків мистецтва та художніх критиків країн СНД з 1992 року, Харківської організації Спілки художників України з 1992 року та Міжнародної асоціації мистецтвознавців і художніх критиків з 1995 року.

## Біографія
Народилася 10 лютого 1946 року в місті Пилтсамаа (нині Естонія). Протягом 1964—1969 років навчалася у Ленінградському державному університеті у Ніни Калітіної, Тетяни Знамеровської, Михайла Каргера та одночасно у 1968—1969 роках на мистецтвознавчих курсах в Ермітажі у Наталії Бродської, Юрія Шапіро.
Після здобуття вищої освіти працювала бібліотекарем наукової бібліотеки Академії мистецтв СРСР та екскурсоводом в Ермітажі; викладала у вишах Харкова. Читала лекції з естетики, зарубіжної історії мистецтва, історії культури України. Упродовж 1989—1992 років обіймала посаду завідувача секції та кафедри історії мистецтва Харківського художньо-промислового інституту; у 1992—1993 — завідувач кафедри культурології Харківського педагогічного інституту, з 2019 року — доцент кафедри образотворчого мистецтва. Мешкає у Харкові в будинку на вулиці Алчевських, № 6.

## Наукова діяльність
У сфері наукових інтересів давнє та сучасне мистецтво. Авторка розділів у підручниках, вступних статей до альбомів та каталогів, мистецтвознавчих статей, зокрема:
- «Метаморфози міфа» (1990)[2];
- «З історії творчих об'єднань Харкова» (1999)[2];
- «Харківський скульптор Юрій Морозов» (1999)[2];
- «Мотив кругового танцю в мистецтві модерну» (2001)[2];
- «Идея и образ времени в культуре Киевской Руси» (2003, у співавторстві);
- «Изобразительное искусство Харьковщины: Исторические очерки» (2004);
- «Сергей Васильковский» (2007);
- «Николай Самокыш» (2008);
- «Харьковская художественная школа» (2011);
- «Харьковская художественная школа (середина ХVІІ — конец XX века)» (2016);
- «Харьковская художественная школа (предыстория и история)» (2019).

Авторка статей про харківських митців Юрія Морозова та Юлії Кухтіної в Енциклопедії сучасної України.